# Karta Poláka

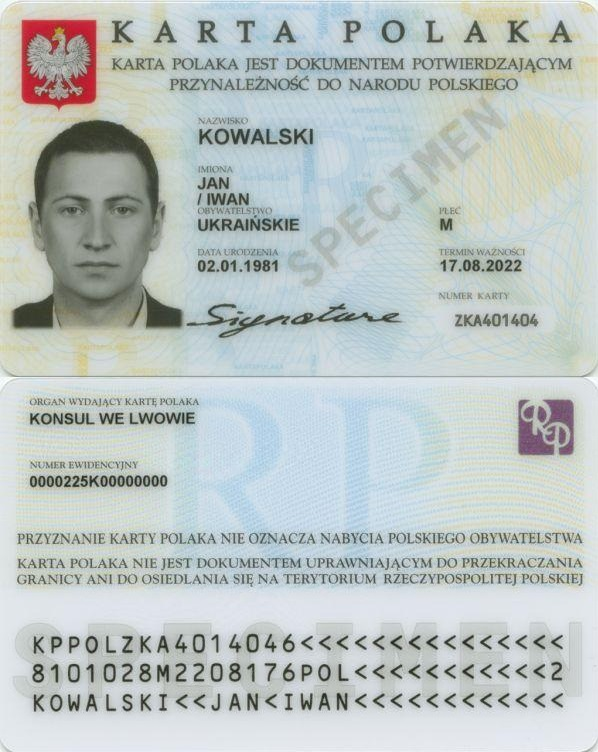
Vzor Karty Poláka

Karta Poláka (polsky Karta Polaka) je dokument vystavený polskou státní správou, který potvrzuje příslušnost jeho držitele k polskému národu.
Karta Poláka může být vystavena osobám, které (i) náležejí k polskému národu, (ii) nemohou obdržet dvojí občanství ve státě, jehož jsou občany, (iii) nemají polské občanství či právo k trvalému pobytu v Polsku, a (iv) jsou občany zemí bývalého Sovětského svazu (Arménie, Ázerbájdžán, Bělorusko, Gruzie, Estonsko, Kazachstán, Kyrgyzstán, Litva, Lotyšsko, Moldavsko, Rusko, Tádžikistán, Turkmenistán, Ukrajina a Uzbekistán).
Karta Poláka opravňuje svého držitele k vynětí z povinnosti platit poplatek za vydání Schengenského víza (pouze však při vstupu do Polska). Dále je držitel karty vyňat z povinnosti mít pracovní povolení při práci v Polsku, může založit obchodní společnost za stejných podmínek jako občan Polska, může studovat v Polsku, užívat zdravotní péči v Polsku, má právo 37% slevy při užívání veřejné dopravy v Polsku a má vstup do státních muzeí zdarma.